# Łoko-Ekspres Charków
Łoko-Ekspres Charków – ukraiński męski klub siatkarski z Charkowa założony w 2010 roku. Obecnie występuje w najwyższej klasie rozgrywek ligowych na Ukrainie.

## Historia
Klub Łoko-Ekspres Charków powstał w 2010 roku jako następca klubu Łokomotyw Charków 2, który w sezonie 2009/2010 wygrał rozgrywki Wyższej Ligi i wywalczył awans do Superligi.

## Bilans sezon po sezonie
| Sezon     | Rozgrywki ligowe | Rozgrywki ligowe | Puchar Ukrainy | Europejskie puchary |
| Sezon     | Poziom           | Miejsce          | Puchar Ukrainy | Europejskie puchary |
| --------- | ---------------- | ---------------- | -------------- | ------------------- |
| 2007/2008 | Wyższa liga      | 5. miejsce       |                |                     |
| 2008/2009 | Wyższa liga      | 2. miejsce       |                |                     |
| 2009/2010 | Wyższa liga      | 1. miejsce       |                |                     |
| 2010/2011 | Superliga        | 3. miejsce       | 3. miejsce     |                     |
| 2011/2012 | Superliga        | 6. miejsce       | 4. miejsce     |                     |
| 2012/2013 | Superliga        | 8. miejsce       | faza grupowa   |                     |
| 2013/2014 | Superliga        | 7. miejsce       | faza grupowa   |                     |
| 2014/2015 | Wyższa liga      | 3. miejsce       | faza grupowa   |                     |